# Ilex melanophylla
Ilex melanophylla är en järneksväxtart som beskrevs av Ho Tseng Chang. Ilex melanophylla ingår i släktet järnekar, och familjen järneksväxter. Inga underarter finns listade i Catalogue of Life.